# Virginia Ruzici
Virginia Ruzici (née le 31 janvier 1955 à Câmpia Turzii) est une joueuse de tennis roumaine, professionnelle de 1975 à 1987.
Son fait d'armes principal demeure son succès en 1978 à Roland-Garros en simple dames. Elle y bat Mima Jaušovec en finale, avec qui elle gagne aussi l'épreuve de double dames (face à la paire Lesley Turner et Gail Sherriff Lovera). En 1980, elle atteint de nouveau la finale, mais s'incline contre Chris Evert.
Virginia Ruzici a remporté vingt-six titres sur le circuit WTA, dont 14 en simple.
Après sa carrière sportive, elle devient un temps consultante pour la télévision et agent de joueurs dont Simona Halep.
Elle a une fille, Caroline Ruzici Mulder, née à Paris en 1986 de sa relation avec Sylvain Mulder.
Ruzici est mariée avec Jorg Letschert, avocat à Paris.